# FAW Oley
La FAW Oley (chiamata anche in cinese 一汽 欧朗), è un'autovettura prodotta dalla casa automobilistica cinese First Automobile Works dal 2011 al 2016

## Descrizione

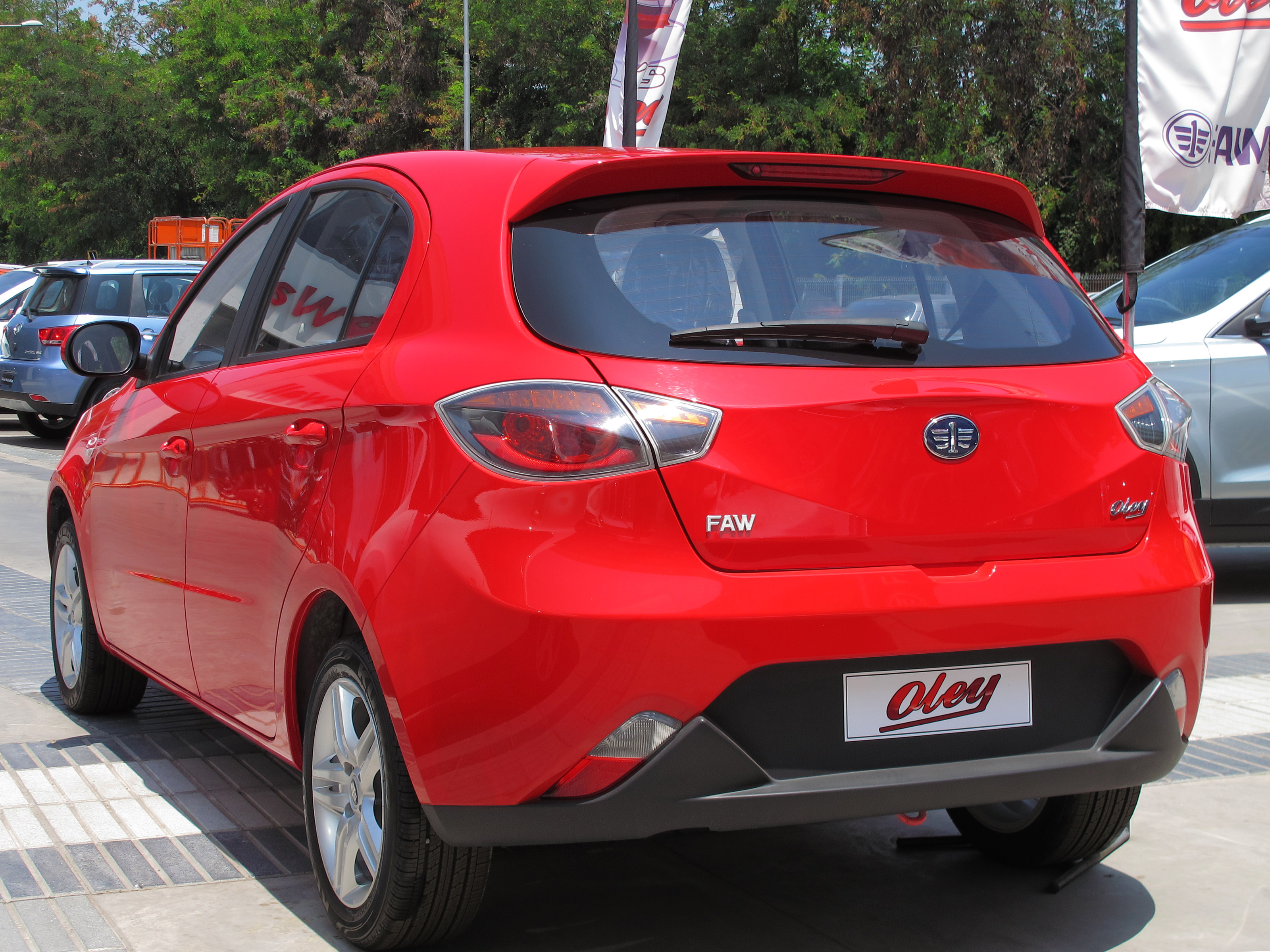
FAW Oley a 5 porte

La berlina Oley fu originariamente chiamata A130 durante la fase di sviluppo e progettazione, percessere venduta nei piani dell'azienda come un'utilitaria chiamata B30 con il marchio Bestune (Besturn all'epoca). L'Oley è stata realizzata sulla piattaforma PQ32+ sviluppata dalla Volkswagen Jetta Mark 2 costruita dalla joint venture FAW-Volkswagen.
La berlina Oley è stata presentata in anticipata dalla concept car chiamata GO Concept presentata durante lo Shanghai Auto Show del 2011. Nel marzo 2012 la berlina Oley è stata lanciata nel mercato cinese. La produzione è iniziata il 7 marzo 2012.
L'Oley è alimentata da un motore da 1,5 litri quattro cilindri in linea aspirato con nome in codice CA4GA5 che produce una potenza massima di 102 CV e 135 Nm. La trasmissione è affidata ad un manuale a 5 velocità o una automatica a 4 velocità.

## FAW Oley EV
La Oley EV è la versione elettrica della Oley hatchback ed è stata lanciata sul mercato automobilistico cinese nel secondo trimestre del 2015. L'Oley EV è alimentata da un motore elettrico con una potenza di 47 CV, alimentato da una batteria agli ioni di litio da 21,1 kWh. L'autonomia dell'Oley EV è di circa 150 chilometri e la velocità massima è di 140 chilometri all'ora. FAW afferma che l'accelerazione da 0 a 50 km/h viene coperta in 6,8 secondi. Il peso a vuoto dell'Oley EV è di 1250 kg. La ricarica per raggiungere dallo 0% l'80% della batteria attraverso un caricabatterie rapido può avvenire in 48 minuti.